# Фридрих Франц Антон фон Хоенцолерн-Хехинген
Фридрих Франц Антон фон Хоенцолерн-Хехинген (на немски: Friedrich Franz Anton von Hohenzollern-Hechingen; * 3 ноември 1790, Раковник, Бохемия; † 14 декември 1847, Пиещяни, Словакия) е граф на Хоенцолерн-Хехинген.

## Биография
Той е син на граф фелдмаршал Фридрих Франц Ксавер фон Хоенцолерн-Хехинген (1757 – 1844) и съпругата му графиня Мария Тереза фон Вилденщайн (1763 – 1835), дъщеря на Йохан Кристоф фон Вилденщайн (* 1732) и графиня Анна Терезия фон Щубенберг (1736 – 1763).
Фридрих Франц Антон се жени на 7 януари 1839 г. в Зигмаринген за принцеса Анунциата Каролина Йоахима Антоанета Амалия фон Хоенцолерн-Зигмаринген (* 6 юни 1810; † 21 юни 1885), дъщеря на княз Карл фон Хоенцолерн-Зигмаринген (1785 – 1853) и френската принцеса Мария Антуанет Мюра (1793 – 1847). Те нямат деца.
Фридрих Франц Антон фон Хоенцолерн-Хехинген умира бездетен на 57 години на 14 декември 1847 г. в Пиещяни в Словакия. Вдовицата му Каролина фон Хоенцолерн-Зигмаринген се омъжва втори път на 2 февруари 1850 г. в манастир Лихтентал за Йохан Щегер фон Валдбург (* 1822; † 4 април 1882).